# Trypton
Trypton, abioseston – jeden ze składników sestonu, zawiesiny unoszącej się w wodzie każdego zbiornika wodnego. W skład tryptonu wchodzą  nieożywione cząstki pochodzenia mineralnego (np. drobne iły) i organicznego (resztki organizmów, fragmenty tkanek). 
Trypton znajduje się stale w toni wodnej m.in. ze względu na zjawisko resuspensji, czyli podrywania cząstek z dna zbiorników wodnych. Nadmiar tej zawiesiny powoduje zmętnienie wody, która ogranicza jej przezroczystość ograniczając rozwój glonów i ryb. Drugim składnikiem sestonu jest plankton.